# یان پیتلیک
یان پیتلیک (دانمارکی: Jan Pytlick؛ زادهٔ ۵ ژوئن ۱۹۶۷) مربی هندبال اهل دانمارک است.
وی به‌عنوان سرمربی تیم ملی هندبال زنان دانمارک در بازی‌های المپیک تابستانی ۲۰۰۰ و بازی‌های المپیک تابستانی ۲۰۰۴ به قهرمانی دست پیدا کرده است. 